# 会仙镇
会仙镇，是中华人民共和国广西壮族自治区桂林市临桂区下辖的一个乡镇级行政单位。

## 行政区划
会仙镇下辖以下地区：
新立村、马面村、文全村、新民村、山尾村、睦洞村、四益村、燕山村、矮山村、陶淑村、七里村、寺山村、大联村、会仙村、同助村和陂头村。

## 知名人物
- 白崇禧，生于会仙镇山尾村

## 中国传统村落
2013年8月，旧村被评为第二批中国传统村落。